# 19.ª etapa del Giro de Italia 2024
La 19.ª etapa del Giro de Italia 2024 tuvo lugar el 24 de mayo de 2024 y consistió en una etapa de media montaña con inicio en Mortegliano y final en Sappada sobre un recorrido de 157 km. Esta fue ganada por el italiano Andrea Vendrame del equipo Decathlon AG2R La Mondiale Team, que supo atacar desde la escapada para llegar en solitario, mientras que el esloveno Tadej Pogačar consiguió mantener el liderato.

## Clasificación de la etapa
| Mortegliano - Sappada | etapa de media montaña | (157 km) |

| \| Clasificación de la etapa \| Clasificación de la etapa \| Clasificación de la etapa \| Clasificación de la etapa \| Clasificación de la etapa \| \| Ciclista \| Ciclista \| Equipo \| Tiempo \| \| \| ------------------------- \| ------------------------- \| -------------------------- \| ------------------------- \| ------------------------- \| \| 1.º \| Andrea Vendrame \| Decathlon-AG2R La Mondiale \| 3 h 51 min 05 s \| \| \| 2.º \| Pelayo Sánchez \| Movistar Team \| + 54 s \| \| \| 3.º \| Georg Steinhauser \| EF Education-EasyPost \| + 1 min 06 s \| \| \| 4.º \| Jhonatan Narváez \| Ineos Grenadiers \| + 2 min 27 s \| \| \| 5.º \| Lucas Plapp \| Team Jayco AlUla \| + 2 min 27 s \| \| \| 6.º \| Simone Velasco \| Astana Qazaqstan Team \| + 2 min 30 s \| \| \| 7.º \| Jan Tratnik \| Team Visma \\| Lease a Bike \| + 2 min 30 s \| \| \| 8.º \| Michael Valgren \| EF Education-EasyPost \| + 2 min 30 s \| \| \| 9.º \| Julian Alaphilippe \| Soudal Quick-Step \| + 2 min 32 s \| \| \| 10.º \| Quinten Hermans \| Alpecin-Deceuninck \| + 3 min 52 s \| \| |                    |                            |                 |
| |                    |                            |                 |
| Fuentes: ProCyclingStats Cycling Quotient |                    |                            |                 |
| Clasificación de la etapa |                    |                            |                 |
| Ciclista | Ciclista           | Equipo                     | Tiempo          |
| 1.º | Andrea Vendrame    | Decathlon-AG2R La Mondiale | 3 h 51 min 05 s |
| 2.º | Pelayo Sánchez     | Movistar Team              | + 54 s          |
| 3.º | Georg Steinhauser  | EF Education-EasyPost      | + 1 min 06 s    |
| 4.º | Jhonatan Narváez   | Ineos Grenadiers           | + 2 min 27 s    |
| 5.º | Lucas Plapp        | Team Jayco AlUla           | + 2 min 27 s    |
| 6.º | Simone Velasco     | Astana Qazaqstan Team      | + 2 min 30 s    |
| 7.º | Jan Tratnik        | Team Visma \| Lease a Bike | + 2 min 30 s    |
| 8.º | Michael Valgren    | EF Education-EasyPost      | + 2 min 30 s    |
| 9.º | Julian Alaphilippe | Soudal Quick-Step          | + 2 min 32 s    |
| 10.º | Quinten Hermans    | Alpecin-Deceuninck         | + 3 min 52 s    |

## Clasificaciones al final de la etapa

### Clasificación general(Maglia Rosa)
| \| Clasificación general \| Clasificación general \| Clasificación general \| Clasificación general \| Clasificación general \| \| Ciclista \| Ciclista \| Equipo \| Tiempo \| \| \| --------------------- \| ---------------------- \| -------------------------- \| --------------------- \| --------------------- \| \| 1.º \| Tadej Pogačar \| UAE Team Emirates \| 71 h 24 min 03 s \| \| \| 2.º \| Daniel Felipe Martínez \| Bora-Hansgrohe \| + 7 min 42 s \| \| \| 3.º \| Geraint Thomas \| Ineos Grenadiers \| + 8 min 04 s \| \| \| 4.º \| Ben O'Connor \| Decathlon-AG2R La Mondiale \| + 9 min 47 s \| \| \| 5.º \| Antonio Tiberi \| Bahrain Victorious \| + 10 min 29 s \| \| \| 6.º \| Thymen Arensman \| Ineos Grenadiers \| + 11 min 10 s \| \| \| 7.º \| Romain Bardet \| Team dsm-firmenich PostNL \| + 12 min 42 s \| \| \| 8.º \| Einer Rubio \| Movistar Team \| + 13 min 33 s \| \| \| 9.º \| Filippo Zana \| Team Jayco AlUla \| + 13 min 52 s \| \| \| 10.º \| Jan Hirt \| Soudal Quick-Step \| + 14 min 44 s \| \| |                        |                            |                  |
| |                        |                            |                  |
| Fuentes: ProCyclingStats Cycling Quotient |                        |                            |                  |
| Clasificación general |                        |                            |                  |
| Ciclista | Ciclista               | Equipo                     | Tiempo           |
| 1.º | Tadej Pogačar          | UAE Team Emirates          | 71 h 24 min 03 s |
| 2.º | Daniel Felipe Martínez | Bora-Hansgrohe             | + 7 min 42 s     |
| 3.º | Geraint Thomas         | Ineos Grenadiers           | + 8 min 04 s     |
| 4.º | Ben O'Connor           | Decathlon-AG2R La Mondiale | + 9 min 47 s     |
| 5.º | Antonio Tiberi         | Bahrain Victorious         | + 10 min 29 s    |
| 6.º | Thymen Arensman        | Ineos Grenadiers           | + 11 min 10 s    |
| 7.º | Romain Bardet          | Team dsm-firmenich PostNL  | + 12 min 42 s    |
| 8.º | Einer Rubio            | Movistar Team              | + 13 min 33 s    |
| 9.º | Filippo Zana           | Team Jayco AlUla           | + 13 min 52 s    |
| 10.º | Jan Hirt               | Soudal Quick-Step          | + 14 min 44 s    |

### Clasificación por puntos(Maglia Ciclamino)
| Clasificación por puntos | Clasificación por puntos | Clasificación por puntos      | Clasificación por puntos | Clasificación por puntos |
| Ciclista                 | Ciclista                 | Equipo                        | Puntos                   |                          |
| ------------------------ | ------------------------ | ----------------------------- | ------------------------ | ------------------------ |
| 1.º                      | Jonathan Milan           | Lidl-Trek                     | 327 pts                  |                          |
| 2.º                      | Kaden Groves             | Alpecin-Deceuninck            | 200 pts                  |                          |
| 3.º                      | Tim Merlier              | Soudal Quick-Step             | 143 pts                  |                          |
| 4.º                      | Julian Alaphilippe       | Soudal Quick-Step             | 132 pts                  |                          |
| 5.º                      | Filippo Fiorelli         | VF Group-Bardiani CSF-Faizanè | 116 pts                  |                          |
| 6.º                      | Tadej Pogačar            | UAE Team Emirates             | 111 pts                  |                          |
| 7.º                      | Andrea Pietrobon         | Team Polti Kometa             | 111 pts                  |                          |
| 8.º                      | Jhonatan Narváez         | Ineos Grenadiers              | 80 pts                   |                          |
| 9.º                      | Mirco Maestri            | Team Polti Kometa             | 72 pts                   |                          |
| 10.º                     | Davide Ballerini         | Astana Qazaqstan Team         | 70 pts                   |                          |

### Clasificación de la montaña(Maglia Azzurra)
| Clasificación de la montaña | Clasificación de la montaña | Clasificación de la montaña   | Clasificación de la montaña | Clasificación de la montaña |
| Ciclista                    | Ciclista                    | Equipo                        | Puntos                      |                             |
| --------------------------- | --------------------------- | ----------------------------- | --------------------------- | --------------------------- |
| 1.º                         | Tadej Pogačar               | UAE Team Emirates             | 230 pts                     |                             |
| 2.º                         | Georg Steinhauser           | EF Education-EasyPost         | 153 pts                     |                             |
| 3.º                         | Giulio Pellizzari           | VF Group-Bardiani CSF-Faizanè | 148 pts                     |                             |
| 4.º                         | Nairo Quintana              | Movistar Team                 | 114 pts                     |                             |
| 5.º                         | Julian Alaphilippe          | Soudal Quick-Step             | 101 pts                     |                             |
| 6.º                         | Simon Geschke               | Cofidis                       | 78 pts                      |                             |
| 7.º                         | Daniel Felipe Martínez      | Bora-Hansgrohe                | 72 pts                      |                             |
| 8.º                         | Valentin Paret-Peintre      | Decathlon-AG2R La Mondiale    | 55 pts                      |                             |
| 9.º                         | Romain Bardet               | Team dsm-firmenich PostNL     | 47 pts                      |                             |
| 10.º                        | Amanuel Ghebreigzabhier     | Lidl-Trek                     | 42 pts                      |                             |

### Clasificación de los jóvenes(Maglia Bianca)
| Clasificación del mejor joven | Clasificación del mejor joven | Clasificación del mejor joven | Clasificación del mejor joven | Clasificación del mejor joven |
| Ciclista                      | Ciclista                      | Equipo                        | Tiempo                        |                               |
| ----------------------------- | ----------------------------- | ----------------------------- | ----------------------------- | ----------------------------- |
| 1.º                           | Antonio Tiberi                | Bahrain Victorious            | 70 h 34 min 32 s              |                               |
| 2.º                           | Thymen Arensman               | Ineos Grenadiers              | + 41 s                        |                               |
| 3.º                           | Filippo Zana                  | Team Jayco AlUla              | + 3 min 23 s                  |                               |
| 4.º                           | Davide Piganzoli              | Team Polti Kometa             | + 12 min 09 s                 |                               |
| 5.º                           | Valentin Paret-Peintre        | Decathlon-AG2R La Mondiale    | + 30 min 43 s                 |                               |
| 6.º                           | Alex Baudin                   | Decathlon-AG2R La Mondiale    | + 40 min 14 s                 |                               |
| 7.º                           | Giovanni Aleotti              | Bora-Hansgrohe                | + 47 min 24 s                 |                               |
| 8.º                           | Kevin Vermaerke               | Team dsm-firmenich PostNL     | + 58 min 11 s                 |                               |
| 9.º                           | Edoardo Zambanini             | Bahrain Victorious            | + 1 h 03 min 30 s             |                               |
| 10.º                          | Mauri Vansevenant             | Soudal Quick-Step             | + 1 h 08 min 47 s             |                               |

### Clasificación por equipos"Súper team"
| Clasificación por equipos | Clasificación por equipos  | Clasificación por equipos | Clasificación por equipos |
| Equipo                    | Equipo                     | Tiempo                    |                           |
| ------------------------- | -------------------------- | ------------------------- | ------------------------- |
| 1.º                       | Decathlon-AG2R La Mondiale | 214 h 45 min 20 s         |                           |
| 2.º                       | Ineos Grenadiers           | + 19 min 13 s             |                           |
| 3.º                       | UAE Team Emirates          | + 50 min 07 s             |                           |
| 4.º                       | Bahrain Victorious         | + 1 h 17 min 34 s         |                           |
| 5.º                       | Astana Qazaqstan Team      | + 1 h 20 min 47 s         |                           |

## Abandonos
- Nick Schultz (Israel-Premier Tech) no tomó la salida de la etapa.[2]
- Andrea Piccolo (EF Education-EasyPost) no terminó la etapa por una caída.[3]